# A Light for Attracting Attention
A Light for Attracting Attention es el primer álbum de estudio de la banda de rock inglesa The Smile. Fue lanzado digitalmente a través de XL Recordings el 13 de mayo de 2022, con un lanzamiento físico el 17 de junio.
The Smile está formado por los miembros de Radiohead Thom Yorke y Jonny Greenwood con el baterista Tom Skinner. Yorke proporcionó la voz y él y Greenwood tocaron la guitarra, el bajo y los teclados. El álbum fue producido por el productor de toda la vida de Radiohead, Nigel Godrich.
La banda trabajó durante los cierres de COVID-19 e hizo su debut sorpresa en una actuación transmitida por el Festival de Glastonbury en mayo de 2021. A principios de 2022, lanzaron cinco sencillos y se presentaron ante una audiencia por primera vez en tres espectáculos en Londres en enero. que fueron transmitidos en vivo. Comenzaron una gira europea en mayo. A Light for Attracting Attention recibió elogios de la crítica y alcanzó el número cinco en la lista de álbumes del Reino Unido.

## Antecedentes y grabación
The Smile está compuesto por los miembros de Radiohead Thom Yorke y Jonny Greenwood con el baterista de Sons of Kemet, Tom Skinner. Hicieron su debut en una presentación sorpresa para el video del concierto Live at Worthy Farm, producido por el Festival de Glastonbury y transmitido el 22 de mayo de 2021.
The Smile comenzó a trabajar en A Light for Attracting Attraction poco antes de los primeros confinamientos por COVID-19 en el Reino Unido, con el productor de Radiohead Nigel Godrich. Según Yorke, Greenwood y Skinner "ya habían rastreado cuatro cosas antes de que yo supiera lo que estaba pasando". Yorke escribió la letra en su casa durante el confinamiento; grabó su voz en el estudio de Godrich desde su casa usando un software de transmisión, antes de que sus hijos regresaran de la escuela todos los días. Yorke dijo: "Se prolongó un poco... Fue profundamente frustrante, pero ha sido lo mismo para todos". Según Greenwood, el álbum estaba casi completo en septiembre de 2021.
Yorke interpretó una canción de Smile, "Free in the Knowledge", en el evento Letters Live en el Royal Albert Hall de Londres en octubre. El 29 y 30 de enero, Smile se presentó ante una audiencia por primera vez en tres espectáculos en Magazine, Londres, que se transmitieron en vivo. Yorke interpretó por primera vez "Skrting on the Surface" en 2009, y en un arreglo diferente en 2012 con Radiohead. Primero interpretó "Open the Floodgates" en solitario en 2009.

## Lanzamiento
The Smile comenzó a lanzar sencillos a principios de 2022. El 5 de enero, su sencillo debut, "You Will Never Work in Television Again", se lanzó a los servicios de transmisión. El 27 de enero, lanzaron su segundo sencillo, "The Smoke", seguido de "Skrting on the Surface" el 17 de marzo. El cuarto sencillo, "Pana-vision", fue lanzado el 3 de abril junto con una nueva canción en solitario de Yorke, "Así es como son los caballos"; ambos fueron utilizados en el final de la serie de televisión Peaky Blinders, transmitido ese día. "Free in the Knowledge" se lanzó el 20 de abril y "Thin Thing" se lanzó el 9 de mayo.
The Smile anunció A Light for Attracting Attraction el 20 de abril de 2022, junto con el sencillo "Free in the Knowledge". Fue lanzado digitalmente a través de XL Recordings el 13 de mayo, con un lanzamiento físico el 17 de junio. The Smile comenzó una gira europea el 16 de mayo, seguida de una gira por América del Norte en noviembre.

## Lista de canciones
Todas las letras escritas por Thom Yorke, toda la música compuesta por Thom Yorke, Jonny Greenwood, Tom Skinner y Nigel Godrich. 
| N.º | Título                                    | Duración |  |
| 1.  | «The Same»                                | 4:19     |  |
| 2.  | «The Opposite»                            | 3:06     |  |
| 3.  | «You Will Never Work in Television Again» | 2:48     |  |
| 4.  | «Pana-vision»                             | 4:08     |  |
| 5.  | «The Smoke»                               | 3:39     |  |
| 6.  | «Speech Bubbles»                          | 4:16     |  |
| 7.  | «Thin Thing»                              | 4:30     |  |
| 8.  | «Open the Floodgates»                     | 4:29     |  |
| 9.  | «Free in the Knowledge»                   | 4:12     |  |
| 10. | «A Hairdryer»                             | 5:17     |  |
| 11. | «Waving a White Flag»                     | 3:47     |  |
| 12. | «We Don't Know What Tomorrow Brings»      | 3:16     |  |
| 13. | «Skrting on the Surface»                  | 5:31     |  |

## Posicionamiento en lista
| Lista (2022)                          | Mejor posición |
| ------------------------------------- | -------------- |
| Alemania (Offizielle Top 100)         | 6              |
| Australia (ARIA)                      | 15             |
| Austria (Ö3 Austria)                  | 8              |
| Bélgica (Ultratop flamenca)           | 5              |
| Bélgica (Ultratop valona)             | 3              |
| Canadian Albums (Billboard)           | 95             |
| Dinamarca (Hitlisten)                 | 11             |
| Escocia (Scottish Albums Chart)       | 2              |
| España (PROMUSICAE)                   | 16             |
| Finlandia (Suomen Virallinen Lista)   | 24             |
| Francia (SNEP)                        | 13             |
| Irlanda (OCC)                         | 11             |
| Italia (FIMI)                         | 24             |
| Japón (Oricon)                        | 13             |
| Japanese Hot Albums (Billboard Japan) | 21             |
| Nueva Zelanda (Recorded Music NZ)     | 25             |
| Países Bajos (Album Top 100)          | 3              |
| Portugal (AFP)                        | 4              |
| Suiza (Schweizer Hitparade)           | 8              |
| Reino Unido (UK Albums Chart)         | 5              |
| Reino Unido (UK Independent Albums)   | 1              |
| US Billboard 200                      | 19             |

## Personal
| Radiohead - Thom Yorke – voz (todas las pistas); sintetizador (pistas 1, 2, 9–12); piano (pistas 1, 4, 8); guitarra (pistas 1, 3, 6, 10, 12); bajo (pistas 5, 7, 13); codificador de voz (pista 7); secuenciador (pista 8); guitarra acústica (pista 9) - Jonny Greenwood – sintetizador (pistas 1 y 11); guitarra (pistas 1–3, 5, 7, 8, 13); piano (pistas 1, 6, 9); bajo (pistas 2–4, 9, 10, 12, 13); teclados (6); guitarra acústica (pista 11); arpa (pista 6) - Tom Skinner – batería (pistas 2–7, 9–13); percusión (pistas 2 y 6) | Personal adicional - Nigel Godrich – producción, mezcla, ingeniería - Bob Ludwig – masterización |